# Nidhal Chatta
Nidhal Chatta (arabe : نضال شطا), né en 1958 à Tunis, est un réalisateur, producteur et scénariste tunisien.

## Biographie
Nidhal Chatta vit et travaille à La Marsa. Diplômé en écologie de l'université de Loughborough au Royaume-Uni, il poursuit un troisième cycle en océanographie et biologie marine, avant de se consacrer à la réalisation de documentaires sous-marins et animaliers. Il a suit une formation de plongeur au British Sub-Aqua Club et s'initie à la plongée scientifique, la plongée sur épave et la photographie sous-marine. Il a été sociétaire de l'Actors Studio de John Strasberg à Paris (The Real Stage), suivi les cours de l'Institut français et travaillé avec la BBC. Il réalise plusieurs courts métrages sous-marins, avant de tourner son premier long métrage.
En 1994, il fonde sa société de production de films, basée à Tunis,.

### Carrière
Après son retour du Royaume-Uni, il fonde le Groupe d'études et d'explorations subaquatiques, un club de plongée à vocation scientifique en Tunisie. Il conduit des expéditions aux îles Zembra et Zembretta à partir du village d'El Haouaria dans le cap Bon, sa base opérationnelle, et dans l'archipel de La Galite. Il crée dans la foulée la section de plongée du département de biologie marine et d'océanographie de la faculté des sciences de Tunis.
Il vient au cinéma à la suite de deux rencontres : la première a lieu dans le train reliant Londres à Loughborough dans les Midlands, où il croise la route de l'un des superviseurs des effets spéciaux du film Les Dents de la mer. La deuxième rencontre a lieu en Tunisie, où la société Carthago Films fondée par Tarak Ben Ammar le sollicite pour louer du matériel de plongée et assurer la sécurité du tournage des séquences sous-marines du téléfilm français Saison violente réalisé par Marcel Moussy, d'après le roman éponyme d'Emmanuel Roblès. Selon Nidhal Chatta, ces rencontres ont fait naître sa vocation de réalisateur et sa passion pour le cinéma. Henri-Jean Alliet, chef opérateur de l'équipe Cousteau, lui propose d'assurer l'image de son premier court métrage, L'Horizon englouti. Le film, tourné en 1984, remporte sept récompenses internationales dont le Prix de l'Institut français de la mer.
En 1999, il réalise son premier long métrage, No Man's Love (titre arabe : Koul Trab) qui raconte le parcours chaotique d'un jeune tunisien en rupture de ban, une coproduction tuniso-allemande en collaboration avec Wolfgang Bergmann de Lichtfilm. Le film reçoit le prix du meilleur premier film lors des Journées cinématographiques de Carthage en 2000, avant de connaître une reconnaissance internationale à Milan, Valence, San Francisco et Paris.
De 2002 à 2005, il occupe le poste de directeur technique et coordinateur du Projet régional de développement des zones marines et côtières protégées (Regional Project for the Development of Marine and Coastal Protected Areas ou MedMPA), en Méditerranée sous l'égide du Centre d'activités régionales pour les aires spécialement protégées (SPA/RAC) à Tunis et du Programme des Nations unies pour l'environnement. Durant cette période, il occupe le poste de producteur exécutif pour le documentaire Between Earth and Sea, produit par le SPA/RAC et financé par l'Union européenne.
En 2009, il réalise Le Dernier mirage (de), un thriller historique. Le scénario est sélectionné à l'atelier Open Doors du Festival international du film de Locarno en 2005. En 2010, le film encore au stade de la postproduction participe à la section Work in Progress des Journées cinématographiques de Carthage et reçoit le prix Tunisie Télécom. Le Dernier mirage est présenté en première mondiale aux Journées cinématographiques de Carthage en 2012 et projeté au public tunisien début 2014.
En 2013, il produit et réalise Zéro !, un documentaire fiction qui retrace l'invention et l'itinéraire du nombre zéro à travers les âges. Première co-production entre la Tunisie et l'Inde, coproduit avec sa partenaire et productrice Dominique Laisney, Zéro ! est tourné en France, en Tunisie et en Inde et présenté en avant-première à New Delhi le 9 octobre 2015. Le documentaire est sous-titré en français et en anglais.
En 2017, il produit et réalise Mustafa Z (de) qui raconte les 24 heures d'un Tunisien ordinaire en proie à ses démons à la veille des premières élections libres et démocratiques en Tunisie. Le film est primé dans de nombreux festivals internationaux. Nommé en compétition aux Journées cinématographiques de Carthage, il reçoit en 2018 le Prix spécial du jury du 34e Festival du film méditerranéen d'Alexandrie et le prix du meilleur film politique lors du 11e Festival international du film de Jaipur (en) en 2019. Grâce à sa participation au Festival international du film arabe de Zurich en 2018, le film sous-titré en allemand se fait aussi connaître dans les pays germanophones.
Dans le cadre des Journées cinématographiques de Carthage 2020, Nidhal Chatta est nommé membre du jury TAKMIL.
En décembre 2021, il produit et réalise son nouveau long métrage, Bunkoeur, d'après un fait divers retentissant et qui traite des violences faites aux femmes en Tunisie. Le film doit sortir courant 2022.

### Collaborations
Au cours de sa carrière, Nidhal Chatta tourne avec plusieurs acteurs tunisiens comme Hichem Rostom, Lotfi Abdelli, Fethi Haddaoui, Lotfi Dziri ou Abdelmonem Chouayet. Il est tour à tour directeur de production et producteur exécutif pour des films et séries télévisées tournées en Tunisie, notamment Nine Miles Down (en), réalisé par Anthony Waller avec Adrian Paul et Kate Nauta, et la série documentaire The History of Africa de Zeinab Badawi, produite par la BBC. Il collabore également avec Alan Dossor sur Between the Lines (en), série télévisée de la BBC dont une partie est tournée en Tunisie.
Pour son film No Man's Love, Nidhal Chatta fait appel à Terry Forrestal (en), coordinateur des scènes d'action et cascadeur dans Titanic, Braveheart ou Between the Lines, et Mike Valentine, directeur de la photographie sous-marine notamment sur Skyfall ou Pirates des Caraïbes : La Fontaine de Jouvence, pour la réalisation des prises de vues sous-marines du film. No Man's Love est coproduit par le réalisateur allemand Wolfgang Bergmann (Lichtfilm) et le producteur franco-tunisien Férid Memmich, qui interprète également un rôle dans le film. Pour Le Dernier mirage (de), il travaille avec l'acteur franco-américain Jean-Marc Barr et l'actrice française Élisa Tovati. Il réalise également des clips musicaux pour le compte d'Universal Music France, produits par Dominique Laisney, ainsi que 125 films publicitaires. Il est en outre producteur exécutif du film Whispering Sands de Nacer Khémir.

### Société
- South by South West Films, société de production cinématographique de Nidhal Chatta et Férid Memmich[27].

## Filmographie

### Réalisateur
- 1984 : Horizon englouti (court métrage)
- 1984 : Aventure sous la mer (court métrage)
- 1985 : Champions (court métrage)
- 1987 : L'Œil du zéro (court métrage)
- 1999 : No Man's Love
- 2008 : Abu Dhabi Police Department (série policière)
- 2010 : Le Dernier Mirage (de)
- 2015 : Zéro ! (documentaire)
- 2017 : Mustafa Z (de)
- 2022 : Bunkoeur

### Producteur
- 1984 : Horizon englouti (court métrage)
- 1984 : Aventure sous la mer (court métrage)
- 1985 : Champions (court métrage)
- 1987 : L'Œil du zéro (court métrage)
- 1992 : Between the Lines (en) d'Alan Dossor (série télévisée, épisode Foxtrot Oscar), directeur de production
- 1999 : No Man's Love
- 2009 : Nine Miles Down (en) de Anthony Waller (long métrage), producteur exécutif en Tunisie
- 2015 : Zéro ! (documentaire)
- 2017 : The History of Africa de Zeinab Badawi (épisode North Africa), producteur exécutif en Tunisie
- 2017 : Mustafa Z (de)
- 2018 : Whispering Sands de Nacer Khémir (producteur exécutif)
- 2022 : Bunkoeur

### Scénariste
- 1984 : Horizon englouti
- 1999 : No Man's Love avec Fethi Haddaoui et des dialogues de Lotfi Abdelli
- 2014 : Le Dernier mirage (de) avec Christian Seranot

## Distinctions

### Récompenses
- Horizon englouti : palme d'argent de l'Institut français de la mer en 1985
- No Man's Love : prix de la meilleure première œuvre des Journées cinématographiques de Carthage en 2000
- Le Dernier mirage (de) : prix Tunisie Télécom des Journées cinématographiques de Carthage en 2010
- Zéro ! : prix de la meilleure contribution artistique des Djerba Doc Days en 2016[28]
- Mustafa Z (de) :
  - Grand prix Kilimandjaro du meilleur long métrage de fiction du Festival Africlap en 2018[29]
  - Prix spécial du jury du Festival du film méditerranéen d'Alexandrie en 2018
  - Prix du meilleur film du Festival du cinéma maghrébin d'Oujda en 2018[30]
  - Meilleur film politique au Festival international du film de Jaipur (en) en 2019

### Nominations
- Horizon englouti :
  - Meilleur réalisateur au Festival international du court métrage d'Oberhausen en 1985
  - Grand prix de Montréal (courts métrages) du Festival des films du monde de Montréal en 1985
- No Man's Love :
  - Meilleur film à la Mostra de Valence du cinéma méditerranéen en 2001
  - Meilleur film au Festival du cinéma d'Afrique, d'Asie et d'Amérique latine de Milan en 2002
- Le Dernier mirage (de) : compétition internationale au Festival international du film de Locarno en 2012
- Mustafa Z (de) :
  - Compétition officielle des longs métrages de fiction aux Journées cinématographiques de Carthage en 2017
  - Meilleur long métrage de comédie au Festival international du film de Madrid en 2018